# Марвін Парк
Марвін Олавале Акінлабі Парк (ісп. Marvin Olawale Akinlabi Park, нар. 3 липня 2000, Пальма, Іспанія) — іспанський футболіст, центральний захисник клубу «Лас-Пальмас».

## Ігрова кар'єра

### Клубна
Марвін Парк пройшов через молодіжні команди ряду іспанських клубів, а також три роки грав в молодіжній команді англійського «Транмір Роверз». У 2016 році футболіст приєднався до мадридського «Реала». У 2019 році Парк дебютував у Сегунда Дивізіон Б в складі резервного складу «Реала» — «Реал Мадрид Кастілья». В сезоні 2019/20 став переможцем Юнацької ліги УЄФА.
20 вересня 2020 року у матчі проти «Реал Сосьєдад» Парк дебютував у першій команді «Реала». Загалом в основі мадридського клубу футболіст провів чотири матчі. 
В серпні 2022 року Парк був відправлений в оренду в клуб Сегунди «Лас-Пальмас». В тому сезоні «Лас-Пальмас» виборов право на підвищення і Марвін Парк ще на рік продовжив орендну угоду. Влітку 2024 року «Лас-Пальмас» остаточно викупив контракт гравця, підписавши угоду на чотири роки.

### Збірна
Марвін Парк народився в Іспанії але має нігерійське та південноокорейське коріння. У 2019 році він провів одну гру в складі юнацької збірної Іспанії (U-19).

## Титули
Реал Мадрид Кастілья
 Переможець Юнацької ліги УЄФА: 2019/20